# RS-307
Pour les articles homonymes, voir Route 307.
La RS-307 est une route locale du Nord-Ouest de l'État du Rio Grande do Sul reliant la RS-168, sur le territoire de la municipalité de São Paulo das Missões, à l'embranchement avec la RS-162 et la RS-344, sur celui de la commune de Santa Rosa. Elle dessert São Paulo das Missões, Campina das Missões, Cândido Godói et Santa Rosa, et est longue de 51,220 km.